# Bosch (Mondkrater)
Bosch ist ein kleiner Einschlagkrater auf der Mondrückseite. 
Der Krater liegt am nordöstlichen Rand von Rozhdestvenskiy W nahe dem Mondnordpol. Der nördliche Kraterrand hat einen Breitengrad von 87,14°, das heißt er hat vom Nordpol einen Winkelabstand von 2,86°, das entspricht gerundet 90 km.
Der zuvor unbenannte Krater wurde am 22. Januar 2009 offiziell von der Internationalen Astronomischen Union nach dem deutschen Chemiker Carl Bosch benannt.